# 芸術と手術
- 藝術と手術

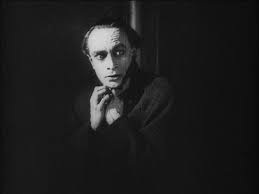
『芸術と手術』からコンラート・ファイト

『芸術と手術』（げいじゅつとしゅじゅつ、独: Orlacs Hände）とは、1924年に公開されたオーストリアのサイレント・ホラー映画。モーリス・ルナールの小説『オルラックの手』の映画化。鉄道事故で両手を失ったピアニストに殺人罪で処刑された男の手が移植される。その手が何か犯罪を起こすのでは不安がる主人公。そして、とうとう殺人事件が起きてしまう。監督はロベルト・ヴィーネ、出演はコンラート・ファイト、アレクサンドラ・ソリナ、フリッツ・コルトナー。
ロベルト・ヴィーネは『カリガリ博士』などドイツ表現主義の監督として有名だが、この映画では表現主義的モチーフと写実主義的映像を合体させている。
この映画は3度リメイクされている。
- 『狂恋』（1935年、アメリカ、監督カール・フロイント、出演コリン・クライヴ（英語版）、ピーター・ローレ） - 『火山のもとで』で引用されている 。
- 『The Hands of Orlac』（1960年、フランス＝イギリス、出演メル・ファーラー、クリストファー・リー）[5]
- 『Hands of a Stranger』（1962年、アメリカ）[6]

## キャスト
- ポール・オルラック: コンラート・ファイト
- イヴォンヌ・オルラック; アレクサンドラ・ソリナ
- ネラ; フリッツ・コルトナー
- レギーネ; カルメン・カーテリエリ
- セラール博士; Hans Homma
- ポールの父; フリッツ・ストラスニー
- 召使い; ポール・アスコナス

## 制作
外科手術により移植された手がそれ自身の意志を持って動く、というテーマの最初の映画の1本。
製作はオーストリアのパン・フィルムで、撮影は1924年の夏にウィーンのリスト・フィルムで行われた。オーストリアでの封切りは1924年5月6日。配給はドイツのベロリーナ・フィルム。ドイツでのプレミアは1924年9月24日。アメリカ合衆国では1928年、エイウォン・フィルム・コーポレーションの配給で公開された。

## 反応
- 主題の提示が大変魅力的で、ラストシーンまで緊迫感が保たれている。コンラート・ファイトを中心とした出演者全員が最高の演技を見せている。演出は隅々まで気が配られ、とくに凝った装飾、事件が起こった時の強調、さらに鉄道事故のシーンは真に迫っている。 - 『Paimann's Filmlisten』誌（1924年、441号）
- ファイトの見事な性格付けがなければ、『芸術と手術』は昔のミステリ・スリラー映画クラスのばかなファンタジーになっていたろう。 - 『バラエティ』（1928年）[4]
- 設定は効果的に練り上げられている。ディテールはいくつか抜け落ちているものの（おそらく編集で切られたのだろう）最後までサスペンスを維持している。ハッピー・エンド、ショッキングな外科手術のアイディアまで明確に計算されている。 - 『ニューヨーク・タイムズ』（1928年6月5日）[7]

## 検閲
ドイツは1924年9月5日、この映画の公開を許可したが、成人指定が条件だった。理由は、この映画で用いられている犯罪トリックが実際の犯罪で使われることを危惧したからだった。

1996年、映画が再評価されリバイバルされたが、年齢制限はそのままだった。

## 影響
上記、リメイク作以外に、類似した作品に以下のようなものがある。
- 『五本指の野獣』（1946年、アメリカ）[8]
- 『キラーハンド』（1981年、アメリカ、監督オリバー・ストーン）[9]
- 『Les Mains de Roxana』（2012年、フランス） - 原作は「オルラックの手」。主人公はヴァイオリニストに変更[10]
- 『テラー博士の恐怖』（1965年、イギリス） - クリストファー・リーのエピソード[11]
- 『四次元への招待』（1971年、アメリカ） - 第２シーズンのジョージ・マハリスのエピソード「The Hand of Borgus Weems」[12][13]
- 『世にも奇妙な物語』「トカゲのしっぽ」（2002年、日本）[14]
- 『ボディ・パーツ』（1991年、アメリカ）[15]